# Panorpodes paradoxus
Panorpodes paradoxus är en näbbsländeart som beskrevs av Maclachlan 1875. Panorpodes paradoxus ingår i släktet Panorpodes och familjen Panorpodidae. Inga underarter finns listade i Catalogue of Life.